# Gora Podlëdnaja Serlapova
Gora Podlëdnaja Serlapova (Transkription von russisch Гора Подлёдная Серлапова Gora Podljodnaja Serlapowa, deutsch ‚Vereister Serlapow-Berg‘) ist ein isolierter Nunatak im Sektor des ostantarktischen Enderbylands.
Russische Wissenschaftler benannten ihn. Der Namensgeber ist nicht überliefert.